# I sussurri della morte
I sussurri della morte è il terzo libro della serie di David Hunter (specialista nello studio della decomposizione dei cadaveri) scritta e ideata dallo scrittore inglese Simon Beckett.

## Trama
Ancora scosso per gli avvenimenti del libro Scritto nelle ossa, l'ex medico e antropologo forense David Hunter accetta di trascorrere due settimane a Knoxville per avere modo di studiare al Centro di Antropologia Forense di Knoxville (spiritosamente chiamata col nome di Body farm), offertogli dall'amico e collega Tom Lieberman.
Durante la sua permanenza viene rinvenuto un cadavere all'interno di un bungalow, tutto fa pensare che sia vecchio di circa una settimana, ma il bungalow risulta essere stato affittato solo 4 giorni prima. Altri morti misteriose spingono David Hunter a indagare sull'assassino, il cui complesso profilo psicologico si delinea nel corso del romanzo.

## Edizioni
- Simon Beckett, I sussurri della morte, traduzione di A. Silvestri, I Grandi Tascabili, Bompiani, 2010,  p. 454, ISBN 978-88-452-6498-6.